# Manatí
Els manatís (Trichechus) són un gènere de grans mamífers aquàtics. Junt amb els dugongs formen l'ordre dels sirenis, però en difereixen en la forma del crani i la forma de la cua. Les cues dels manatís són en forma de paleta, mentre que les dels dugongs són en forma de forca. L'ordre dels sirenis és germà de l'ordre dels proboscidis i, per tant, els elefants són el grup d'animals més proper als manatís.
El manatí és herbívor i passa la major part del temps pasturant en aigües poc profundes. Els manatís habiten les àrees costaneres poc profundes i els manglars i marjals de Nord-amèrica, Centreamèrica i Sud-amèrica, així com el Carib.
Juntament amb els peresosos tridàctils i didàctils, són els únics mamífers vivents que no tenen set vèrtebres cervicals, atès que només en presenten sis.

## Nom
La paraula «manatí» prové de la llengua indígena del Carib i significa ‘amb mamelles'.
El seu nom científic té origen a la llengua llatina, exactament del mot Trichechus, que fa referència a les minúscules cerres que té per tot el cos de l'animal. Mentre que manatus prové del mot grec μανάτος (manatos), que fa referència a la característica comuna de tots els mamífers: alletar les cries.

## Comportament
Els manatís són animals afables i lents. La major part del seu temps es dediquen a menjar, descansar i viatjar. Els manatís són majorment herbívors, no obstant això, a vegades poden ingerir petits peixos i invertebrats juntament amb la vegetació, que és la dieta normal d'un manatí. S'alimenten d'una gran varietat de plantes emergents, submergides i flotants i poden consumir el 10-15% del seu pes corporal, diàriament, en vegetació.

Pel fet que són mamífers, han d'emergir per a respirar aire. Ells poden descansar submergits en el fons o just sota la superfície de l'aigua, arribant a respirar en mitjana cada tres a cinc minuts. Quan els manatís utilitzen una gran quantitat d'energia, poden sortir a la superfície per a respirar cada 30 segons. En repòs, se sap que els manatís poden romandre submergits fins a 20 minuts. Els manatís poden nedar a una velocitat de fins a 30 quilòmetres per hora en distàncies curtes, però l'usual és que nedin a una velocitat de 5 a 8 quilòmetres per hora.

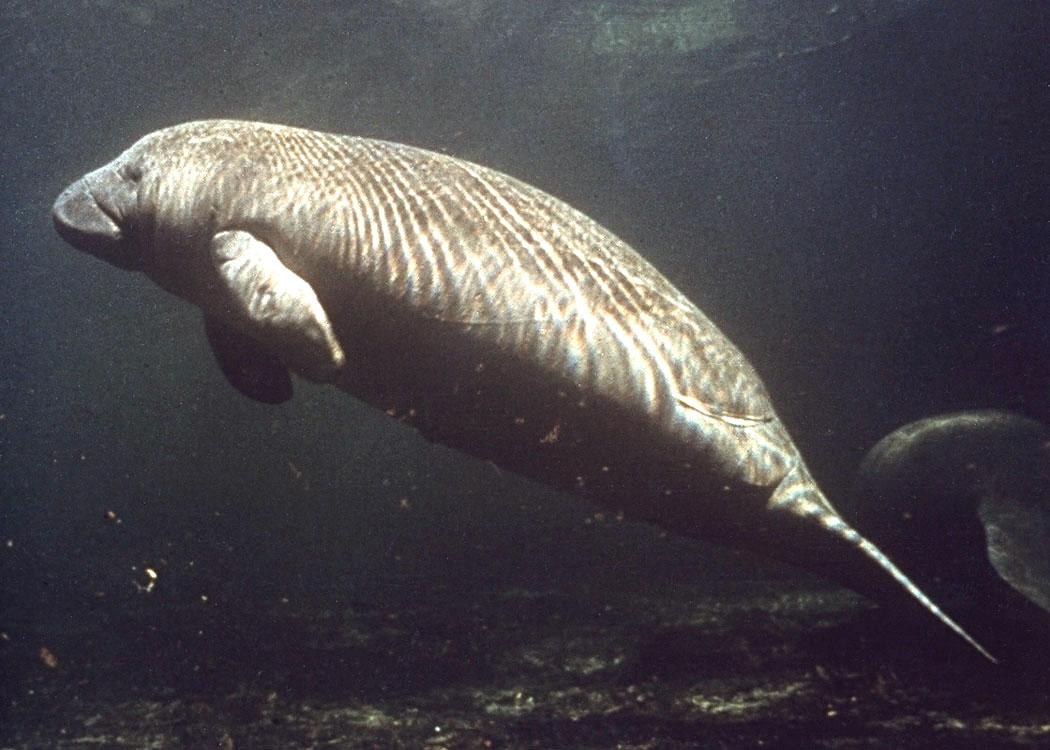
Manatí

## Sistemàtica
Els manatís comprenen tres de les quatre espècies vives de sirenis. La quarta n'és el dugong de l'hemisferi est. Es creu que els sirenis van evolucionar a partir de mamífers terrestres de quatre potes fa uns 60 milions d'anys, i en són els parents vius més estrets els proboscidis i els hiracoïdeus.

## Conservació
Les tres espècies de manatís són considerades vulnerables per la UICN. Tot i que no tenen depredadors naturals, l'expansió humana ha reduït el seu hàbitat natural a les zones costaneres i molts manatís resulten ferits per les hèlixs dels motors foraborda. D'altra banda, els manatís sovint ingereixen aparells de pesca (garfis, pesos metàl·lics, etc.) quan s'alimenten i poden arribar a col·lapsar el seu sistema digestiu.